# Noyant-la-Gravoyère
Noyant-la-Gravoyère era un comune francese di 1 884 abitanti situato nel dipartimento del Maine e Loira nella regione dei Paesi della Loira. Dal 15 dicembre 2016 è stato integrato nel nuovo comune di Segré-en-Anjou Bleu.

## Società

### Evoluzione demografica
Abitanti censiti